# 1926 في البرتغال
فيما يلي قوائم الأحداث التي وقعت خلال عام 1926 في البرتغال.

## سياسة

### تعيين في المنصب
- 29 يونيو – مانويل دي أوليفيرا جوميز دا كوستا رئيس البرتغال.
- 16 نوفمبر – أوسكار كارمونا رئيس البرتغال.

### انتهاء فترة المنصب
- 31 مايو – برناردينو ماتشادو رئيس البرتغال.
- 9 يوليو – مانويل دي أوليفيرا جوميز دا كوستا رئيس البرتغال.

## رياضة
- 6 يونيو – كأس البرتغال 1925–26 الفائز نادي ماريتيمو.

## مواليد

### فبراير
- 12 فبراير – بينتو ماتشادو لاعب كرة قدم برتغالي.

### مارس
- 27 مارس – إزيكييل بابتيستا لاعب كرة قدم برتغالي.

### مايو
- 28 مايو – جواكيم فيرنانديز سيلفا لاعب كرة قدم برتغالي.

### نوفمبر
- 7 نوفمبر – أنطونيو خورخي